# Villa Remedios (Sud Yungas)
Villa Remedios ist eine Ortschaft im Departamento La Paz im südamerikanischen Anden-Staat Bolivien.

## Lage im Nahraum
Villa Remedios ist drittgrößte Ortschaft im Kanton Chulumani im Municipio Chulumani in der Provinz Sud Yungas. Die Ortschaft liegt in einer Höhe von 1356 m in nördlicher Richtung knapp einen Kilometer nördlich des Río Huajtata, der im weiteren Verlauf zum Río Boopi fließt.

## Geographie
Villa Remedios liegt in den bolivianischen Yungas am Ostabhang des Hochgebirgsrückens der Cordillera Real. Das Klima ist ein typisches Tageszeitenklima, bei dem die mittlere Schwankung der Tagestemperaturen deutlicher ausfällt als die jahreszeitlichen Schwankungen.
Die mittlere Durchschnittstemperatur der Region liegt bei 21 °C (siehe Klimadiagramm Chulumani), die mittleren Monatswerte schwanken nur unwesentlich zwischen 18 °C im Juli und 22 °C im Dezember. Der Jahresniederschlag beträgt etwa 1150 mm, die Monatsniederschläge liegen zwischen etwa 20 mm in den Monaten Juni und Juli und mehr als 150 mm von Dezember bis Februar.

## Verkehrsnetz
Villa Remedios liegt in einer Entfernung von 129 Straßenkilometern östlich von La Paz, der Hauptstadt des gleichnamigen Departamentos.
Von La Paz führt die asphaltierte Nationalstraße Ruta 3 in nordöstlicher Richtung 60 Kilometer bis Unduavi, von dort zweigt die unbefestigte Ruta 25 in südöstlicher Richtung ab entlang des Río Unduavi und erreicht nach 70 Kilometern Chulumani. Von dort führt eine unbefestigte Landstraße Richtung Tajma und La Asunta, die nach neunzehn Kilometern Villa Remedios erreicht.

## Bevölkerung
Die Einwohnerzahl des Ortes ist im vergangenen Jahrzehnt um etwa ein Drittel angestiegen:
| Jahr | Einwohner         | Quelle       |
| ---- | ----------------- | ------------ |
| 1992 | keine Detaildaten | Volkszählung |
| 2001 | 439               | Volkszählung |
| 2012 | 567               | Volkszählung |
| 2024 |                   | Volkszählung |

Die Region weist einen hohen Anteil an Aymara-Bevölkerung auf, im Municipio Chulumani sprechen 49,9 Prozent der Bevölkerung Aymara.